# Any Second Now
Any Second Now (voices) este o piesă a formației britanice Depeche Mode. Piesa a apărut pe albumul Speak and Spell, în 1981. Instrumental version of song was released on the CD version of the album Speak and Spell and as a B-side of single Just Can't Get Enough
1. 1 2  ISWC-Net, accesat în 22 mai 2020